# Millstätter Jesuitenherrschaft

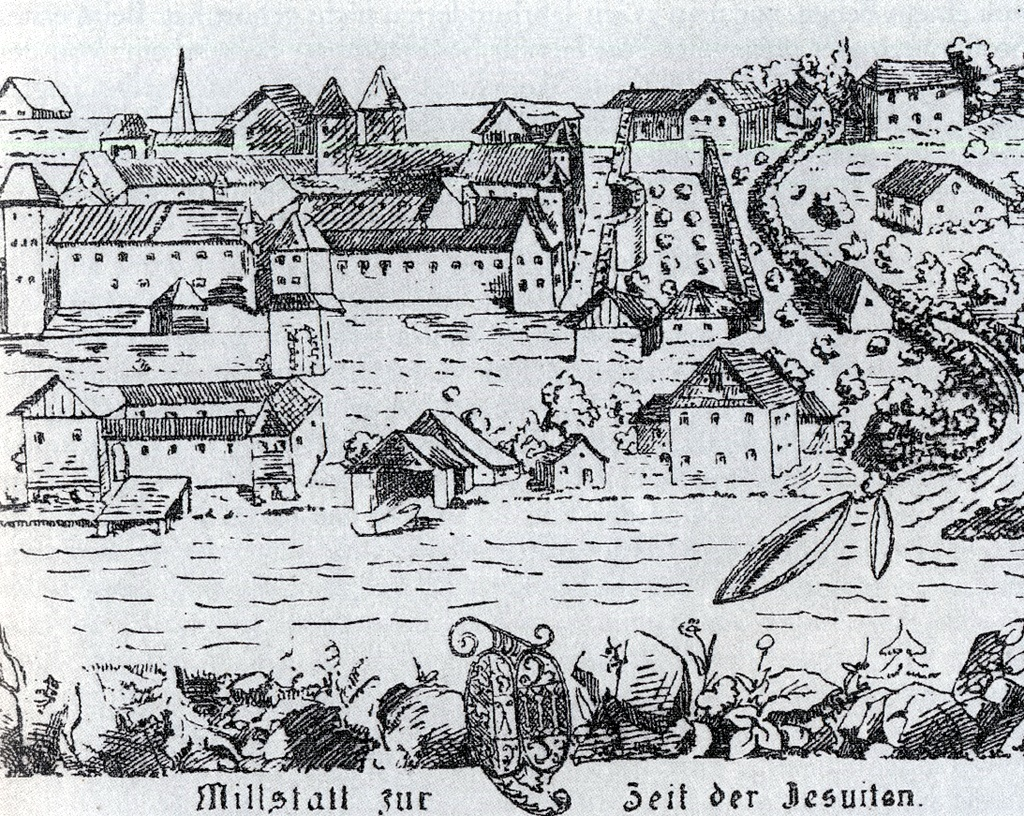
Älteste Ansicht (vor 1660) von Millstatt vom See aus, datiert über die bis 1660 mit Pyramiden-Dächern gedeckten Kirchtürme

Die Millstätter Jesuitenherrschaft von 1598 bis 1773 bezeichnet die 175-jährige Herrschaft der Jesuiten (SJ) im Stift Millstatt in Oberkärnten. Der Orden übernahm das Kloster vom St.-Georgs-Ritter-Orden. Unter Joseph II. wurde das Stift aufgehoben. Die Habsburger hatten eine forcierte Bekämpfung des Protestantismus erwartet. Da die Jesuiten zugleich weltliche Grundherren waren und die Universität Graz zu finanzieren hatten, forcierten sie die Gegenreformation nicht mit jener Härte, die der katholische Adel aus politischen Gründen gefordert hatte.

## Protestantismus und Gegenreformation

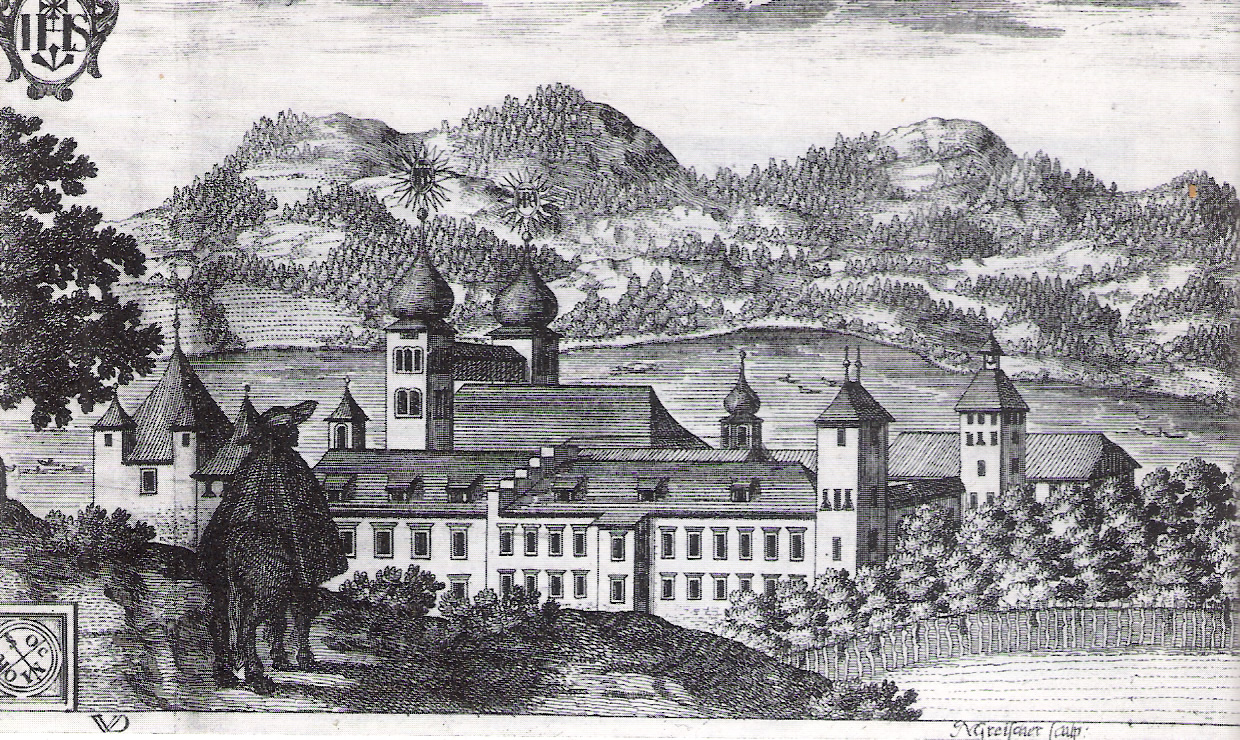
Valvasors Ansicht von Mülstatt 1688

Dass sich auf dem Gebiet des einzigen alten Klosters Oberkärntens in der zweiten Hälfte des 16. Jahrhunderts Zentren des Kärntner Protestantismus entwickelten, war nicht verwunderlich. Gefördert wurde diese Entwicklung auch durch den Umstand, dass um Millstatt die Herrschaften Paternion, Sommeregg, Gmünd und Himmelberg im Besitz der Khevenhüller waren, die zu den Protagonisten der neuen Lehre gehörten. Am 26. Juli 1598 wurde der Orden der Georgsritter durch Erzherzog und späteren Kaiser Ferdinand II. aufgelöst. Den Besitz übertrug er den Jesuiten (SJ), einem 1534 gegründeten und 1540 durch den Papst bestätigten Orden. Ferdinand, selbst an der Jesuitenschule in Ingolstadt streng katholisch erzogen, war angesichts des Glaubenseifers dieses Ordens davon überzeugt, dass er den Protestantismus mit Hilfe der Jesuiten zurückdrängen und eine Gegenreformation durchführen könne. Die Jesuiten wurden die wichtigsten Helfer in den Rekatholisierungsbestrebungen der innerösterreichischen Landesfürsten. Bereits 1573 war in Graz ein Jesuitenkollegium errichtet worden und die 1585 gegründete Universität Graz war ebenfalls von den Jesuiten übernommen worden. Die Einnahmen aus der Herrschaft Millstatt sollten dazu dienen, diese zu erhalten und auszubauen. Als oberster Grundherr der Residenz Millstatt mit allen dazugehörigen Gütern wie Rechberg, Steuerberg und Maria Wörth galt der Pater Rektor der Universität. Es dauerte jedoch fast ein Vierteljahrhundert, bis die Gesellschaft Jesu in Kärnten Fuß fassen konnte, da sich die alten Orden bedroht fühlten und sich nach Kräften wehrten. Die Jesuiten sahen das Millstätter Gebiet als „Quasi-Diözese“, ein „territorium separatum et nullius dioecesis“, nicht nur vom Bistum Salzburg, sondern auch steuerrechtlich unabhängig.
Durch die rege Tätigkeit der Jesuiten in Millstatt wurden bereits zu Ostern 1599 wieder 170 Personen gezählt, die zur Kommunion kamen. Wie auch sonst im Lande mussten im Jahre 1600 alle Bürger und Bauern vor Bischof Martin Brenner von Seckau, dem so genannten „Ketzerhammer“, erscheinen und sich zwischen Katholizismus oder Enteignung mit Deportation binnen dreier Monate, auch als Transmigration bezeichnet, entscheiden. Die Millstätter mussten am 2. Oktober vor Brenner mit seinen 300 Büchsenschützen antreten und 1500 Untertanen legten das katholische Glaubensbekenntnis ab. Nur zwei weigerten sich, praktisch alle zogen es vor, zumindest „scheinkatholisch“ zu werden. Brenner mied auf seiner Bekehrungsreise aus Angst vor wehrhaften Bauern allerdings die schwer zugänglichen Nebentäler wie das Kaningtal auf der hinteren Seite der Millstätter Alpe, die später Zentren des Geheimprotestantismus wurden. Sein Auftreten scheint wenig Eindruck hinterlassen zu haben. 1605 richtete die Pfarrgemeinde von Obermillstatt sogar an den Pater Provinzial die Bitte, sie hinsichtlich ihres Gottesdienstes wie von alters her zu halten, also praktisch mit protestantischem Ritus. Die Ortsgeistlichen befanden sich in einer schwierigen Lage, so sie ein nicht zu schweres Leben haben wollten, denn sie waren von ihren Pfarrkindern materiell abhängig.
Im 17. Jahrhundert ist die Existenz evangelisch Gesinnter im benachbarten Lieseregg bekannt. Man gab heimlich eingeschlichenen Prädikanten Unterkunft oder besuchte den lutherischen Gottesdienst jenseits der ungarischen Grenzen auf batthyanischem Gebiet unter dem Vorwand der Mitarbeit beim Weinlesen. In der benachbarten Herrschaft Gegend führte Widmann zu dieser Zeit eine "Säuberungsaktion" durch, weshalb dort zahlreiche Bauern ins Reich abwandern mussten. Einige Gebiete Süddeutschlands waren durch den Dreißigjährigen Krieg besonders entvölkert. Vereinzelt finden sich auch aus dem Millstätter Gebiet Auswanderer im Gebiet um Regensburg. Auch sonst brachte der Krieg große Erschwernisse für die Bevölkerung. Soldaten wurden einquartiert, mussten über den Winter verköstigt werden und der Kaiser brauchte finanzielle Kriegshilfe. 1652 gab es im ganzen Oberland heftige Unwetter. Im Zuge der Schadensaufnahme durch den Millstätter und Gmündner Hofrichter kam es 1652 zum Hexenprozess gegen den Wettermacher von Matzelsdorf, Caspar Haintz.

## Nebenwirkung des Geheimprotestantismus: Breite Alphabetisierung

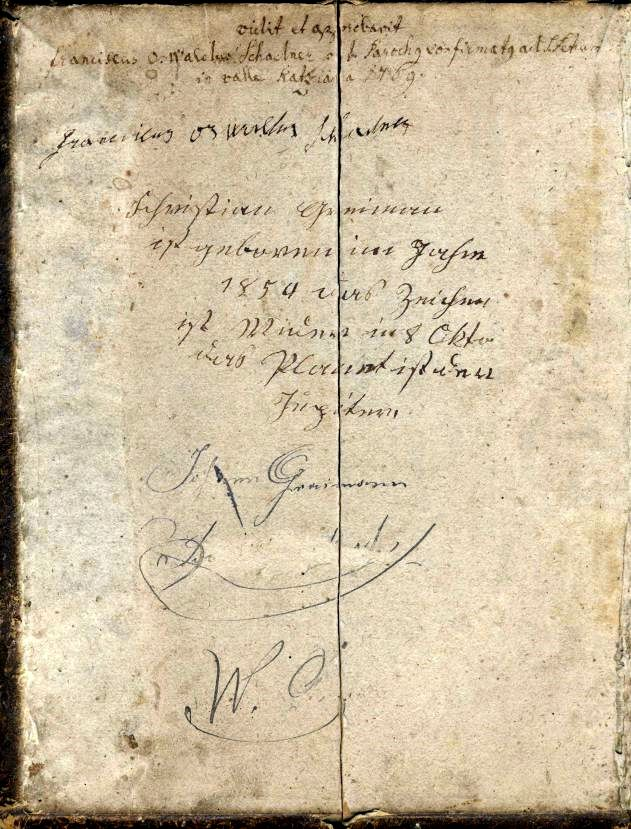
Approbierte Katholische Haus-Postill von 1755, die am Millstätter Berg in Verwendung war

In der zweiten Hälfte des 17. Jahrhunderts waren die Geheimprotestanten auf Bücher angewiesen, die die Funktion der Prediger übernahmen. Trotz strengen Verbots, hoher Strafen und Aufforderung zur Bespitzelung und Denunziation der Nachbarn wurde evangelisches Schrifttum (Bibeln, Postillen, Liederbücher, pietistisch-erbauliche Literatur) in großen Mengen importiert. Neben einigen hauptberuflichen Bücherträgern war man größtenteils auf Selbstversorgung angewiesen. Jüngere Bauernsöhne, die einige Jahre als Arbeiter oder Handwerker im Reich verbrachten, betätigten sich im Schmuggel ebenso wie rückkehrende Soldaten oder Saum- und Fuhrdienstleute. Der Umfang bäuerlicher Geheimbibliotheken sowie die Lesefreudigkeit und -fähigkeit und dadurch erworbenes Wissen erreichten ein bis dato nicht gekanntes Niveau. Im 18. Jahrhundert wurden katholische Geistliche immer wieder vor der Argumentierfähigkeit der Protestanten gewarnt und es wurde eine spezielle Schulung des Klerus gefordert.
Getarnt waren die Bücher oft durch katholische Titelblätter oder durch das Zusammenbinden mit unverdächtigen Drucken. Um legales und illegales Schrifttum zu unterscheiden, mussten katholische Bücher approbiert werden, um bei einer allfälligen Hausdurchsuchung nicht beanstandet zu werden. Über die strengen Büchervisitationen im Millstätter Gebiet gab es Mitte des 18. Jahrhunderts Beschwerden beim Corpus Evangelicorum des Reichstags in Regensburg. Ein verzweifelter Bauer, der sich von den Büchern nicht trennen wollte, hatte sich das Leben genommen. Wie hoch der Wert von Büchern war, zeigen einige teils kuriose wechselseitige Bücherdiebstähle, die sogar aktenkundig wurden. Die Habsburger, die eine Intervention Preußens zugunsten der Protestanten fürchteten, verwendeten in ihren Erlässen nicht mehr den Begriff „Luthertum“, sondern sprachen von Irrlehren und obrigkeitswidrigem Verhalten, um ins Reich Ausweichende als Hochverräter mit dem Tode bestrafen oder zwangsrekrutieren zu können.

## Bauernaufstand (Millstätter Handel) von 1737
Der Kärntner Landeshauptmann Hannibal von Porcia, höchster Vertreter der Landesregierung, die die geistliche und juridische Unabhängigkeit von Millstatt für sehr schädlich hielt, stellte 1717 fest, die Oberkärntner Bauern seien „schier auf die halbscheit der lutherischen sect beigethan“. Nach außen hin versuchte der Orden alles, um diesen Zustand zu verschleiern. Ab 1731 wurden im Bistum Salzburg mehr als 20.000 Untertanen deportiert.
Das Streben der Jesuiten, ihre Besitzungen mit allen Rechten wiederherzustellen, zu wahren und zugleich den Ertrag aus Abgaben, Zehent und sonstigen Leistungen der Untertanen zu mehren, führte zu heftigen Auseinandersetzungen mit der Bevölkerung bzw. mit anderen betroffenen Grundherrschaften, die bis dato Milde gewohnt war. Im ersten Viertel des 18. Jahrhunderts gab es immer mehr Klagen über die Jesuitenherrschaft, was sich sogar in einer Sage niederschlug (Der Jungfernsprung von Döbriach). 1734/35 gab es größere Zusammenrottungen beim beliebten Vieh- und Jahrmarkt auf der Maitratten bei Gnesau, wo über angebliche Abgabenerlässe des Kaisers diskutiert wurde. Die Ereignisse werden als „Erster Religionsaufstand“ bezeichnet.
Der Unmut fand im Bauernaufstand (auch „Millstätter Handel“) von 1737 seinen Höhepunkt, bei dem neben den wirtschaftlichen Aspekten wohl auch religiöse Fragen wie die Ausweisungen von Protestanten und ab 1734 Verbannungen nach Siebenbürgen zu berücksichtigen sind. Nach vielen Beschwerden beim Landeshauptmann war ein Vergleich zwischen Jesuiten und Bauern fast ausverhandelt. Da nicht alle zustimmten, reiste eine Delegation mit dem Ziel nach Wien, sich dort an die „höchste Instanz“ zu wenden. Die Bauernvertreter Georg Thomas aus Dellach (heute vlg. Brugger) und Matthias Oberherzog aus Kaning gerieten an den Winkeladvokaten Joseph Paul Zopf, welcher in Erwartung eines guten Geschäfts versprach, sich beim Kaiser einzusetzen. Zopf gab sich alsdann als kaiserlicher Kommissär aus, erstellte ein Dokument mit gefälschtem kaiserlichem Siegel, aus welchem hervorging, dass die Bauern von ihren Pflichten befreit seien, und dass sie ermutigte die Jesuiten zu vertreiben. Zopf reiste mit den Bauern nach Millstatt und am Abend des 2. November 1737 eroberten etwa zwei- bis dreihundert Bauern und Knechte unter der Führung des Paul Zopf die Residenz in Millstatt, plünderten, steckten eine Scheune in Brand und betranken sich, während Zopf mit der Kassa von 3000 Gulden Richtung Wien flüchtete.
Den gewarnten Jesuiten gelang die Flucht nach Spittal, von wo sie alsbald samt Bürgerwehr und unterstützenden Bauern aus Reichenau zurückkehrten und die Aufständischen gefangen nahmen. Paul Zopf wurde in Kleinkirchheim beim Trattlerwirt festgenommen. Die drei Rädelsführer wurden enthauptet und ihre Köpfe zur Abschreckung in eiserne Käfige an der Ecke des Stiftsgartens bzw. in einer Nische am Haus in Dellach (bis ins 19. Jahrhundert hinein) zur Schau gestellt. 30 ledige Aufstandsteilnehmer wurden zwangsrekrutiert und erhielten ewigen Landesverweis. Andere erhielten langjährige Festungshaft. Die Bevölkerung hatte 21.560 fl. an Schadenersatz an die Jesuiten zu leisten und für eineinhalb Jahre 400 Mann kaiserliche Truppen zu verköstigen und zu bezahlen. Der Zivilprozess wegen der Naturalabgaben und Steuern zeigte, dass die Millstätter Untertanen nicht schlechter, aber auch nicht besser als die anderer Herrschaften behandelt worden waren.

## Deportation Evangelischer unter Maria Theresia
Zur Zeit Maria Theresias ergab eine Inspektionsreise in den Jahren 1750/51, dass unter den „gefährlichsten“ lutherischen Gegenden auch Bereiche der Millstätter Herrschaft wie Lieseregg und Radenthein genannt wurden. Die Kaiserin setzte sich ab 1753 mit der Gründung von Missionsdistrikten über die protestierenden und auf ihre Autonomie pochenden Jesuiten hinweg und ließ vier Missionsstationen mit von Millstatt unabhängigen Geistlichen in Kaning, Treffling, Altersberg und Lengholz einrichten. Neben der Seelsorge hatten die unbeliebten Missionare verdächtige Personen und Schriften auszuforschen.
Um diese Zeit bekannten sich immer mehr Menschen aufgrund eines Aufforderungsbriefes aus Regensburg als Evangelische. Die anbefohlene Bekämpfung der Protestanten führte dazu, dass bis 1757 knapp 30 Millstätter Untertanen nach Siebenbürgen, wo seit 1691 der evangelische Glaube geduldet war, geschickt wurden. Unmündige Kinder wurden von den Eltern getrennt und mussten zurückbleiben, um katholisch erzogen zu werden. Weit über ein Drittel der deportierten Kärntner starb an den Strapazen. Die Verschickung bedeutete nicht Glaubensfreiheit, sondern eine „persönliche und wirtschaftliche Katastrophe“. Die Millstätter kamen überwiegend nach Denndorf, einem Dorf südöstlich von Schäßburg. Dennoch gab es immer wieder Untertanen, die trotz Emigrationen, Deportationen, Verhaftungen und Erpressungen ihrer Überzeugung offen oder geheim treu blieben. Aufgrund der Aufdeckung und Vertreibung der Defregger und Dürnberger Evangelischen um 1780 verkündete die Kärntner Landeshauptmannschaft besonders harte Strafen – erstmalige Verstöße mit 100 Talern, im Wiederholungsfall Verlust von Hab und Gut. Aus heutiger Sicht waren die Transmigrationen völlig wirkungslos.

## Das Ende der Jesuiten in Millstatt
1757 endeten die Zwangsverschickungen aus Millstatt. In Treffling kursierte eine „Sybillenweissagung“ über die bevorstehende Vertreibung der jetzigen Geistlichen und die Einführung des „rechten“ Glaubens im evangelischen Sinn. Es dauerte einige Jahre, aber mit dem so genannten Jesuitenverbot, verkündet durch eine päpstliche Bulle am 21. Juli 1773 von Clemens XIV., wurde auch der Millstätter Jesuitenorden aufgehoben.

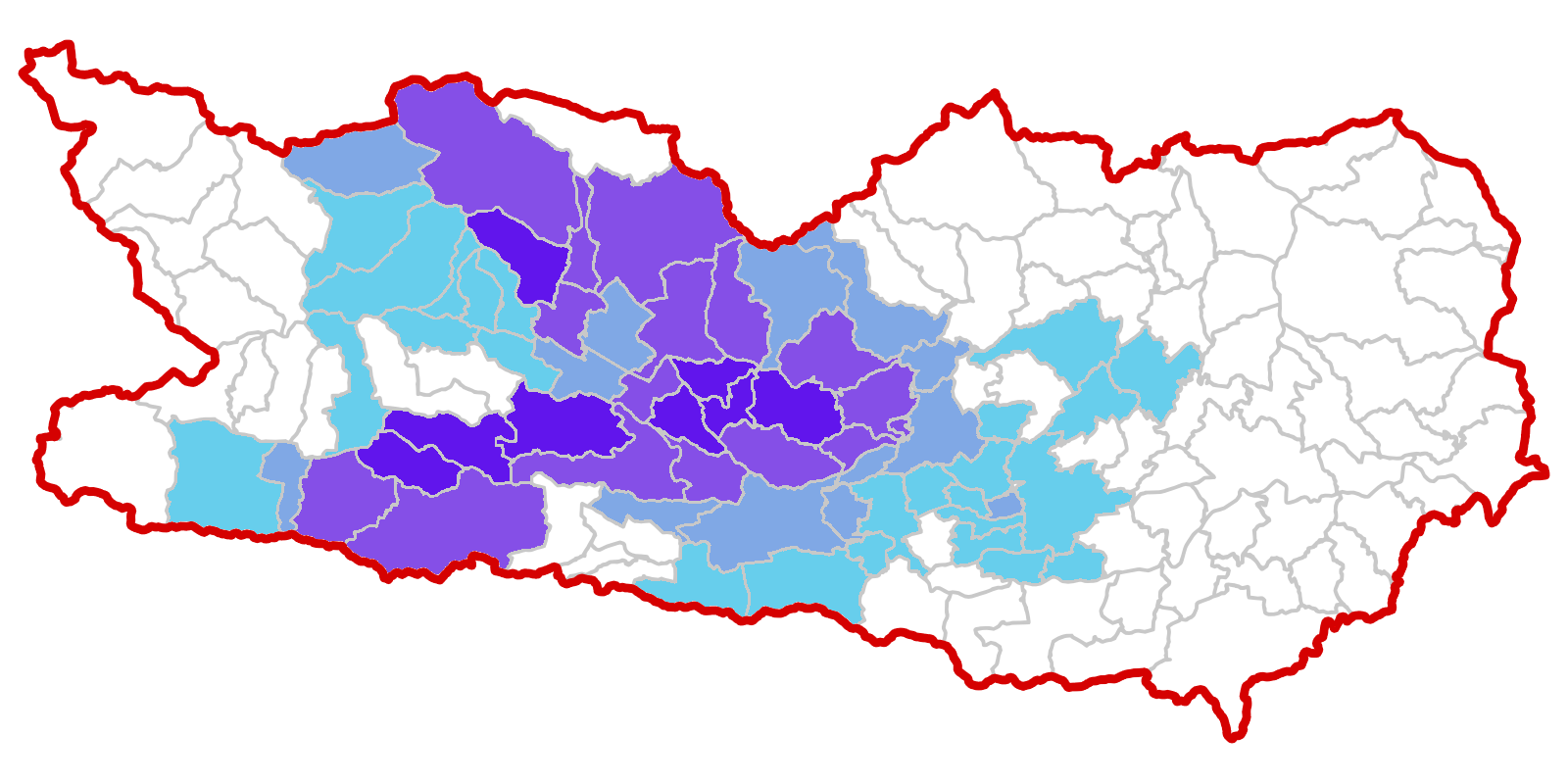
Viele Gemeinden mit hohem Protestantenanteil liegen im ehemaligen Stiftsgebiet

Die 175 Jahre der Jesuitenherrschaft in Millstatt decken sich mit dem Kampf der habsburgischen Regierung gegen den Protestantismus in Kärnten. Während sich in Unterkärnten die Lage in der ersten Hälfte des 17. Jahrhunderts wieder zugunsten der Katholiken änderte, war das Wirken der Jesuiten bescheiden. Besonderes Befremden erregte der Umstand, dass sich ausgerechnet unter ihren Untertanen viele „ketzerische“ Bauern befanden, während die Jesuiten „von übergroßem Seeleneifer in weitentlegene Länder, ja sogar in das äußerste Indien der Marterkrone nachziehen.“ Zwar haben sie durch positive Maßnahmen wie die prunkvolle Gestaltung der Kirchen und Gottesdienste, der Feste, der Prozessionen und der Wallfahrten (Domitian-Verehrung) auf die Untertanen Eindruck gemacht, aber die Tatsache, dass die Jesuiten zugleich die weltliche Herrschaft innehatten, war für die Glaubwürdigkeit ihrer pastoralen Tätigkeit abträglich. Da die wirtschaftliche Leistungsfähigkeit der Untertanen durch Deportationen und Strafzahlungen, die im Übrigen eine sehr gute Einnahmequelle der Landesregierung war, gefährdet gewesen wäre, gaben sich die Jesuiten trotz höherer Anordnung mit einem äußerlichen Glaubensbekenntnis zufrieden und beließen ihre Untertanen bei ihrem Glauben. Auch aufgrund ihrer Ordensgeschichte waren die Jesuiten eher bereit, die persönliche Glaubensüberzeugung zu respektieren. Es waren die Landstände und die Regierung, also der katholische Adel, der mit Härte gegen die Protestanten vorgingen.
Nach dem Erlass des Toleranzpatents durch Kaiser Joseph II. im Jahr 1781 bildeten sich Toleranzgemeinden mit über 13.000 Mitgliedern in Oberkärnten genau dort, wo das evangelische Glaubensleben nach 1600 in den Untergrund ging.

## Umfang der Herrschaft Millstatt Ende des 17. Jahrhunderts
In der zweiten Hälfte des 17. Jahrhunderts umfasste die Herrschaft Millstatt folgende Pfarren, Pfarrkirchen (Pfk.), Filialkirchen und Ämter:
- Hauptkirche im Stift Millstatt St. Salvator u. Allerheiligen
- Pfk. St. Johann Baptist zu Obermillstatt mit den Filialen St. Maria Magdalena in Starfach, St. Pankraz am Münichberg (Insberg), St. Maria Magdalena zu Oberpuch, St. Ulrich in Plänz, St. Ruprecht zu Obergottesfeld, St. Lambrecht in Lengholz, St. Nikolai zu Penk.
- Pfarre Lieseregg mit den Filialen St. Wolfgang am Fratresberg, St. Jakob in Seeboden, St. Johann Baptist zu Közing, St. Lorenzen zu Lieserhofen, St. Michael zu Lieserhofen, St. Georgen am Altersberg, St. Lucia am Altersberg, St. Ulrich zu Zeltschach, St. Leonhard zu Treffling u. St. Peter zu Tangern.
- Pfarre Radenthein mit den Pfk. St. Nikolai u. d. Filiale St. Johann Baptist in Kaning.
- Pfarre Kleinkirchheim mit Pfk. St. Ulrich u. d. Filiale St. Katharina in Kleinkirchheim und St. Oswald.
- Pfarre Wörth am See mit Hauptkirche SS. Primi et Feliciani in Maria Wörth u. d. Pfk. Unser Lieben Frauen mit Filialen St. Michael zu Schiefling, St. Ulrich zu Albersdorf (Allmanstorff), St. Agnes zu ,Pfäning', St. Oswald zu Gontschach u. St. Georgen zu Krumpendorf.
- Kommende Rechberg mit St. Bartholomeikirche alldort u. d. Filiale St. Thomas zu Glantschach. Pfarre St. Stephan im Jauntal mit Pfk. St. Stephan.
- Hofrichter zu Millstatt für die Verwaltung der Bürgerschaft zu Millstatt, der Kleindombrer und Bauern um den Markt herum und das Minichsberger Amt (= Insberg).
- Amt Reichenau bestehend aus den Rottschaften Schusser, In der Saureggen, Oberperg und Walder, In der Eben, Aufn Orth, Oberkhofflach, Unterkofflach u. Guggacher, Seepacher u. Vorwalder, Widweeg u. Am Plaß, Ober- u. Unter Rottenstain, Widerschwing, Mitterdorff u. Pättergassen, Laßner u. St. Margreten.
- Amt Kleinkirchheim mit den Rottschaften Oberzirgizzen, Unterzirgizzen, Khürcher, Quöllinger, Mitterperger, Dorffer, Aigner, Unter Tschern u. Ober Tschern, Staudacher u. Oswalder.
- Pflegsverwalter zu Steuerberg mit den Untertanen zum Schloss Steuerberg u. Grifenthall.
- Propstei Wörthsee.
- Amt Puch zu Gmünd mit den Rottschaften Am Rennweg u. Rauchenkhäz, Bey St. Nicola u. an Khrembsperg, Sonperg u. Pleßnizperg, Maltaperg u. Haizlsperg, Hattenperg, Rächenpach u. Neuschiz, Langgen, Puechreith u. Nöring, Oberpuech u. Niderpuech, Landtfraß u. Perau u. Plänz.